# Tascia
Tascia là một chi bướm đêm thuộc họ Zygaenidae.

## Các loài
- Tascia finalis (Walker, 1854)
- Tascia instructa (Walker, 1854)
- Tascia rhabdophora Vári, 2002
- Tascia virescens Butler, 1876